# Geleia de Wharton

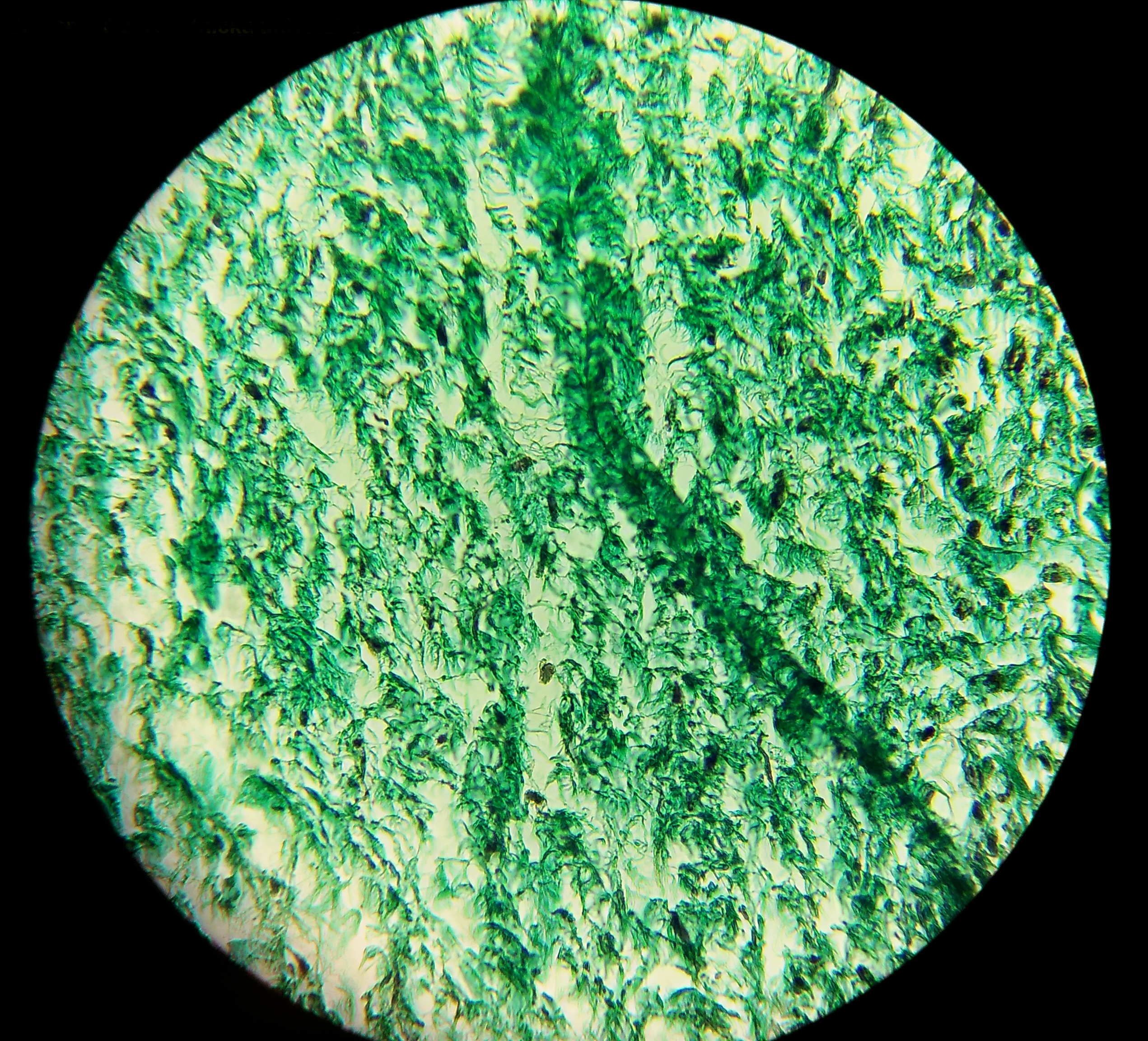
substância microscópica humana

A geleia de Wharton (substantia gelatinea Funiculi umbilicalis) é uma substância gelatinosa dentro do cordão umbilical também presente no humor vítreo do globo ocular, em grande parte composta de mucopolissacarídeos (ácido hialurónico e sulfato de condroitina). Ela também contém alguns fibroblastos e macrófagos.  É derivada do mesoderma extra-embrionário.

## Oclusão do cordão umbilical
Como tecido da mucosa ela protege e isola veias umbilicais. A geleia de Wharton, quando exposta a mudanças de temperatura, grampeia estruturas dentro do cordão umbilical e, portanto, fornece um aperto fisiológico no cordão (uma média de) 5 minutos após o nascimento.

## As células-tronco
As células na geleia de Wharton expressam vários genes de células-tronco, incluindo a telomerase. Elas podem ser extraídas, cultivadas e induzidas a se diferenciarem em tipos de células maduras, tais como neurónios.  A geleia de Wharton é, portanto, uma fonte potencial de células-tronco adultas (veja também o método mais comum de armazenar sangue do cordão umbilical).  As células-tronco mesenquimais podem gerar outros tecidos do corpo como músculo, osso e gordura. 
A geleia de Wharton é uma região preferida pelos geneticistas para a pesquisa e preservação de células-tronco.

## Etimologia
Recebeu o nome do médico e anatomista inglês  Thomas Wharton (1614-1673), que a descreveu pela primeira vez em sua publicação Adenographia, ou "A descrição das glândulas de todo o corpo", publicada pela primeira vez em 1656 